# Amanda Warren
Amanda Warren (nacida el 17 de julio de 1982) es una actriz estadounidense. Es conocida por su papel de Lucy Warburton en la serie dramática de televisión The Leftovers.

## Primeros años
Amanda Warren nació el 17 de julio de 1982 en Ciudad de Nueva York. Estudió canto en Professional Performing Arts School en Nueva York.

## Carrera
A fines de la década de 2000, Warren comenzó a aparecer en pequeños papeles en varias series y películas de televisión estadounidenses. En 2010, apareció en varios papeles de televisión como estrella invitada, incluyendo Rubicon, Gossip Girl, The Good Wife y Ley y orden.
En 2014, Warren interpretó a Lucy Warburton en la serie dramática de televisión de HBO The Leftovers. Sus créditos cinematográficos incluyen The Adjustment Bureau (2011), Seven Psychopaths (2012), All Is Bright (2013), Deep Powder (2013), Three Billboards Outside Ebbing, Missouri (2017) y Mother! (2017).
Warren firmó para un programa piloto de drama político de CBS titulado "Ways & Means" en febrero de 2020. El piloto, escrito por Ed Redlich, detalla sobre un poderoso líder del Congreso que ha perdido la fe en la política, con Warren como la ex organizadora comunitaria y activista progresista Jerlene Brooks.

## Filmografía

### Películas
| Año  | Título                                    | Papel                       |
| ---- | ----------------------------------------- | --------------------------- |
| 2011 | The Adjustment Bureau                     | Asistente senior de campaña |
| 2012 | Seven Psychopaths                         | Maggie                      |
| 2013 | All Is Bright                             | Mujer joven                 |
| 2013 | Deep Powder                               | Oficial O'Connor            |
| 2017 | Three Billboards Outside Ebbing, Missouri | Denise                      |
| 2017 | Mother!                                   | Healer                      |
| 2017 | Roman J. Israel, Esq.                     | Lynn Jackson                |
| 2017 | The Super                                 | Christina                   |
| 2023 | The Burial                                | Gloria Gary                 |

### Televisión
| Año        | Título                            | Papel                   | Notas                                                                       |
| ---------- | --------------------------------- | ----------------------- | --------------------------------------------------------------------------- |
| 2008–09    | Law & Order: Criminal Intent      | CSU Tech/Haydon         | 3 episodios                                                                 |
| 2010       | The Good Wife                     | Ms. Pollock             | Episodio: "Fixed"                                                           |
| 2010       | Law & Order                       | Jalisa Kroger           | Episodio: "Steel-Eyed Death"                                                |
| 2010       | Rubicon                           | Erin- Polygraph Tech    | Episodio: "The Truth Will Out"                                              |
| 2010       | Gossip Girl                       | Ostroff Therapist       | Episodio: "The Townie"                                                      |
| 2011       | A Mann's World                    | Michelle                | Película de televisión                                                      |
| 2011       | Detroit 1-8-7                     | Rachel Cook-Jones       | Episodio: "Ice Man/Malibu                                                   |
| 2012       | The Closer                        | DDA Claire Baldwin      | 2 episodios                                                                 |
| 2013       | Royal Pains                       | Sandra                  | Episodio: "Can of Worms"                                                    |
| 2014       | The Leftovers                     | Lucy Warburton          | 10 episodios                                                                |
| 2015, 2018 | Law & Order: Special Victims Unit | Tracy / Regina Carter   | Episodio: "Undercover Mother" (2015) "Guardian" and "Hell's Kitchen" (2018) |
| 2015       | Jessica Jones                     | Dr. Gallo               | Episodio: "AKA Smile"                                                       |
| 2016       | Recon                             | Malik                   | Película de televisión                                                      |
| 2017       | Las Reinas                        | Inspector Elsa Geller   | Episodio: "Pilot"                                                           |
| 2017       | This Is Us                        | Dorthy Hill             | Episodio: "Memphis"                                                         |
| 2017       | Taken                             | Marie Salt              | 2 episodios                                                                 |
| 2017       | The Wizard of Lies                | SEC Investigator        | Película de televisión                                                      |
| 2017       | House of Cards                    | Jenna Perkins           | Episodio: "Chapter 54"                                                      |
| 2017       | The Brave                         | Louise Webb             | Episodio: "Enhanced Protection"                                             |
| 2017–2019  | NCIS: New Orleans                 | Mayor Zahra Taylor      | 5 episodios                                                                 |
| 2017       | Black Mirror                      | Angelica                | Episodio: "Black Museum"                                                    |
| 2018       | Power                             | Jessica Travers         | Episodios: "Damage Control", "Are We on the Same Team?"                     |
| 2018       | The Purge                         | Jane Barbour            | Papel principal; 9 episodios                                                |
| 2019       | Blindspot                         | Iris                    | Episodio: "Careless Whisper"                                                |
| 2019       | Dickinson                         | Betty                   | 3 episodios                                                                 |
| 2019       | FBI                               | Sloan Wallace, Profiler | Episodio: "Ties That Bind"                                                  |
|            | Ways & Means                      | Jerlene Brooks          | Papel principal                                                             |

| 2022 EAST NEW YORK
| 1 temporada (cancelada la segunda temporada)
| 21 episodios